# قائمة كرات بطولة أمم أوروبا

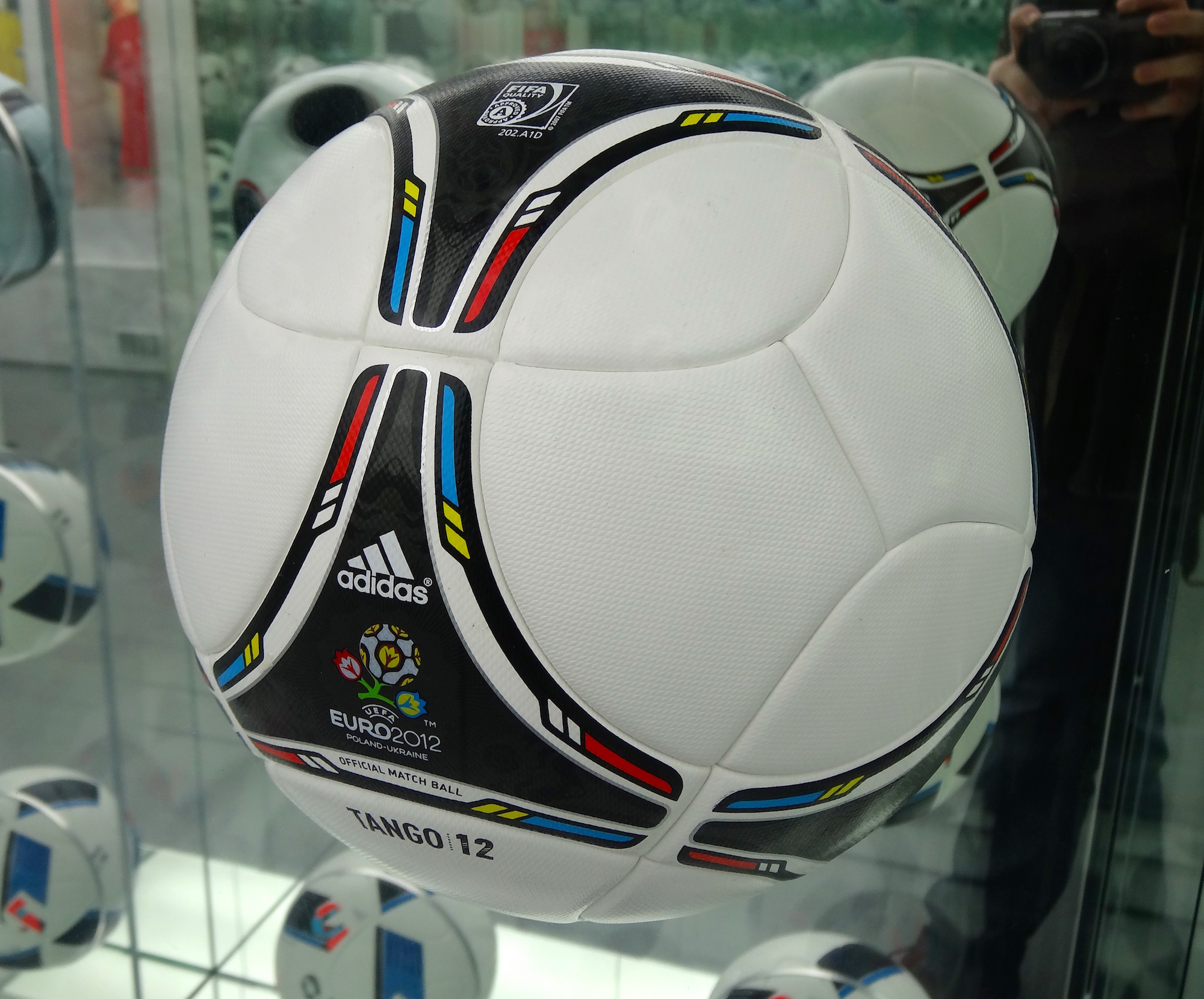
أديداس تانجو 12 الكرة الرسمية المستخدمة في بطولة أمم أوروبا 2012.

كرات بطولة أمم أوروبا هي الكرة الرسمية المستخدمة في مباريات بطولة أمم أوروبا، حيث يتم تخصيص كرة محددة وبتصميم معين لكل بطولة على حدى، وأصبحت حالياً بروتكول رسمي لأي بطولة. يرجع تاريخ هذه القضية عندما قرر الاتحاد الدولي لكرة القدم استخدام كرة قدم موحدة ومعتمدة لبطولات كأس العالم عقب الخلاف الشهير الذي حدث في النهائي الأول لكأس العالم وبالتحديد في نهائي كأس العالم 1930، عندما لعب النهائي بكرتين نتيجة خلاف بين الفريقين، الكرة الأولى من الأرجنتين واسمها «تايننتو» وكان المنتخب الأرجنتيني قد انهى الشوط متقدماً 2-1، وفي الشوط الثاني قدم المستضيف الأوروغواي كرة أخرى كانت أكبر حجما وأثقل، وتنتهي المباراة بفوز منتخب الأوروغواي بنتيجة 4-2. بعدها قرر الاتحاد الدولي لكرة القدم استخدام كرة واحدة رسمية بمعايير محددة بدءاً من بطولة كأس العالم 1934، فأصبحت الكرة تستخدم في جميع مباريات البطولة. وفي عام 1962، تم اختيار أديداس كمصنع رئيسي لقائمة كرات كأس العالم، وأصبحت كرات البطولة من تصميم أديداس من بطولة كأس العالم 1970 لغاية يومنا هذا،
تكرر الأمر في بطولة أمم أوروبا، ولم يختلف كثيراً عنما حصل في كأس العالم، فمنذ بطولة أمم أوروبا 1968 أصبحت كل نسخة تقام بكرة رسمية يعلن عنها قبل بدأ البطولة. يذكر أن أول نسختين من البطولة (1960 و1964) استخدام أي كرة رسمية. لكن ومنذ بطولة أمم أوروبا 1968 تم اختيار أديداس كمزود رئيسي لكرة البطولة. فشهدت نسخة 1968 أول ظهور لأديداس تيليستار في بطولات أمم أوروبا. والتي تم استتخدمها كذلك في نسختي عام 1972 وعام 1976.
في عام 1978 كشفت أديداس عن تصميمها الجديد، والتي أطلق عليها اسم أديداس تانغو من أجل استخدمها في منافسات كأس العالم 1978 في الأرجنتين. وبعد نجاحه الكبير، أصدرت أديداس تصاميم مختلفة لعدة مسابقات؛ وأطلق عليها أسماء مختلفة لتمييزها عن باقي الكرات التي استخدمت في عدة مسابقات مختلفة، وحتى لو كانت تصميم الكرة مطابقاً ومتماثلاً لتصميم آخر. فقدمت أديداس كرة أديداس إيتاليا في بطولة أمم أوروبا 1980، وكرة أديداس مونديال في بطولة أمم أوروبا 1984، وكرة أديداس أوروبا في بطولة أمم أوروبا 1988. وفي بطولة أمم أوروبا 1992، تم استخدام كرة إيترسكو يونيكو والتي تعبر ثاني كرة متعددة الألوان بعد أديداس إسبانيا والتي استخدمت في كأس العالم 1982، وهي كذلك أول كرة تصنع مع وجود طبقة داخلية من رغوة البولي يوريثان السوداء. بينما في بطولة أمم أوروبا 1996 تم استخدام كرة أديداس كويسترا. ثم قدمت أديداس نسخاً مختلفة في كل بطولة؛ فقدمت أديداس تيريسترا في بطولة أمم أوروبا 2000، وأديداس روتييرو في بطولة أمم أوروبا 2004، وأديداس يورو باس في بطولة أمم أوروبا 2008.
في بطولة أمم أوروبا 2012، قامت أديداس بإعادة تصميم أديداس تانغو لتصبح أديداس تانجو 12، وقد صممت بناء على تصميم كلاسيكي استخدم في بطولات كأس العالم وبطولة أمم أوروبا في حقبة الثمانينات من القرن الماضي. وفي بطولة أمم أوروبا 2016، حصل ولأول مرة في تاريخ البطولة، أن يتم استخدام كرتين من كرات المباريات الرسمية، حيث استخدمت أديداس بو جيو لمباريات مرحلة المجموعات، بينما استخدمت أديداس فراكاس لمباريات الأدوار الإقصائية.

## ملخص الكرات
تم استخدام الكرات التالية في بطولات أمم أوروبا السابقة على مر السنين:
| البطولة | الكرة الرسمية    | المصنع | معلومات إضافية                             |
| ------- | ---------------- | ------ | ------------------------------------------ |
| 1968    | أديداس تيليستار  | أديداس | أول بطولة يتم فيها استخدام كرة مخصصة       |
| 1972    | تلستار إيلاست    | أديداس |                                            |
| 1976    | أديداس تيليستار  | أديداس |                                            |
| 1980    | تانجو إيتاليا    | أديداس |                                            |
| 1984    | تانجو مونديال    | أديداس |                                            |
| 1988    | تانجو أوروبا     | أديداس |                                            |
| 1992    | إيترسكو يونيكو   | أديداس | هي نفس الكرة المستخدمة في كأس العالم 1990. |
| 1996    | أديداس كويسترا   | أديداس |                                            |
| 2000    | أديداس تيريسترا  | أديداس |                                            |
| 2004    | أديداس روتييرو   | أديداس |                                            |
| 2008    | أديداس يورو باس  | أديداس |                                            |
| 2012    | أديداس تانجو 12  | أديداس |                                            |
| 2016    | أديداس بو جيو    | أديداس | شبيه جداً بـأديداس برازوكا لكن بتصميم جديد. |
| 2016    | أديداس فراكاس    | أديداس | تصميم البديل من كرة أديداس بو جيو.         |
| 2020    | يونيفوريا        | أديداس | نسخة من أديداس تليستار 18 بشكلها الجديد.   |
| 2020    | يونيفوريا فينالي | أديداس | نسخة من أديداس تليستار 18 بشكلها الجديد.   |

## وصلات خارجية
- تاريخ كرات بطولة أمم أوروبا من موقع soccerball.com